# Ісландія на зимових Олімпійських іграх 2010
Ісландія на зимових Олімпійських іграх 2010 представлена 4 спортсменами в 1 виді спорту.

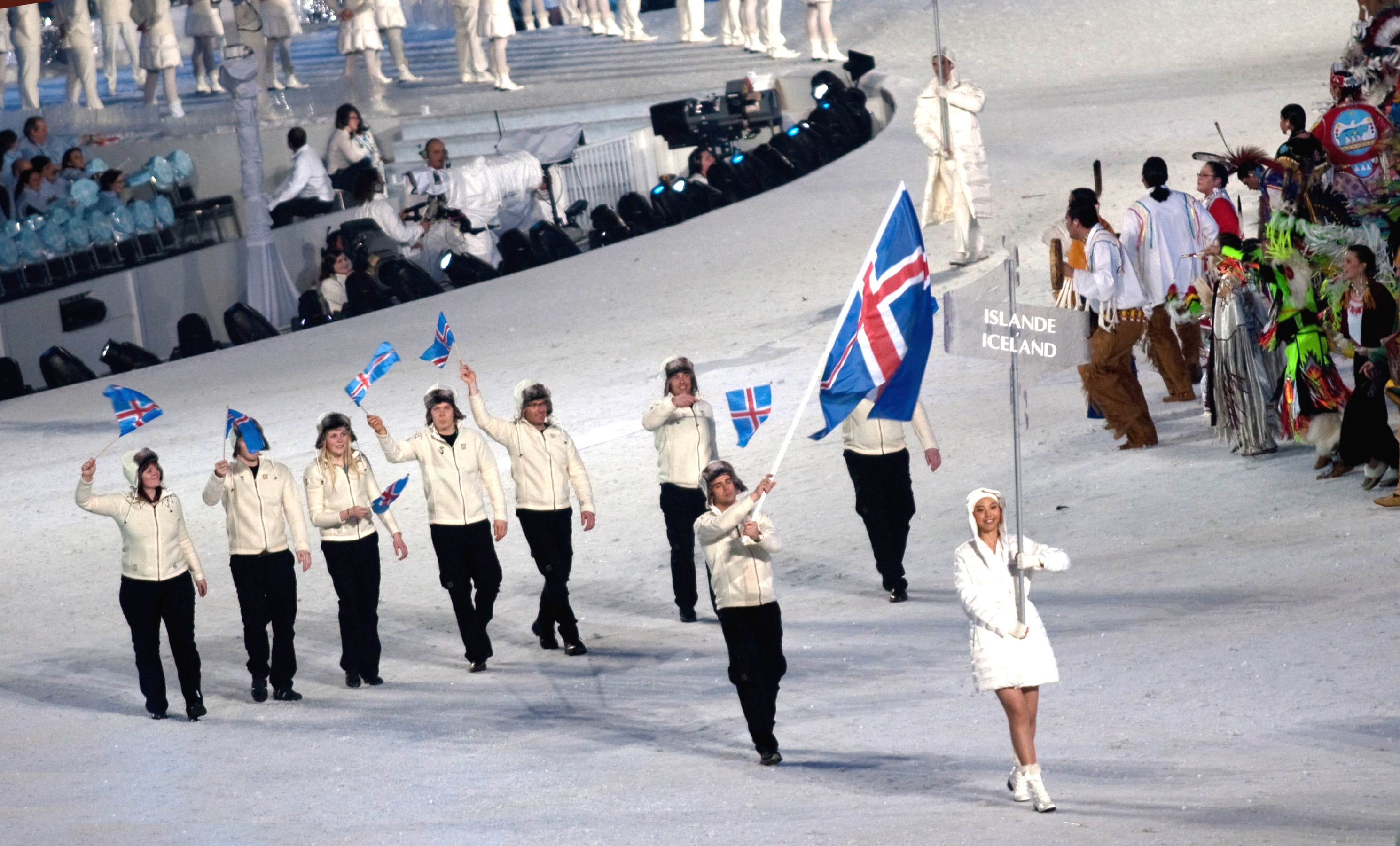
Збірна Ірландії під час Параду націй на церемонії відкриття Олімпіади